# هاي سكوب
مؤسسة هاي سكوب للأبحاث التربوية (المعروفة باسم هاي سكوب / HighScope) تدرس الأساليب الخاصة بتعليم الطفولة المبكرة بناءً على أساليب «دراسة رياض أطفال بيري لعام 1962». تأسست المؤسسة في عام 1970 من قبل عالم النفس ديفيد ويكارت.
شهرت دراسة رياض أطفال بيري «لتأثيرها الكبير على التحصيل التعليمي والدخل والنشاط الإجرامي ونتائج حياتية أخرى، والتي تستمر حتى مرحلة البلوغ». 
تستند الفلسفة الكامنة وراء هاي سكوب على نظريات وأبحاث متعلقة بنمو الطفل بالاعتماد على أعمال جان بياجيه وجون ديوي. تم تطوير المنهج بشكل أكبر ليضم منطقة التطور القريبة لـ ليف فيغوتسكي واستراتيجية جيروم برونر المسماة السقالات التعليمية. يؤكد هذا الأسلوب على دور البالغين في دعم كل طفل بالاعتماد على مستواه التنموي الحالي ومساعدته للبناء عليه، في إطار نموذج «التحكم المشترك» حيث تكون الأنشطة بمبادرة من الأطفال وتوجيهات من الكبار.  يرى البالغون الذين يعملون مع الأطفال أنفسهم كميسرين أو شركاء أكثر من كونهم مديرين أو مشرفين.

## الدراسة الأصلية
أجريت الدراسة الأصلية من 1962 إلى 1967 في إبسيلانتي في ولاية ميشيغان بتوجيه من عالم النفس ديفيد ويكارت ومدير مدرسة بيري الابتدائية تشارلز يوجين بيتي.   كان الهدف منه تعزيز المهارات المعرفية لدى الأطفال الأمريكيين من أصل أفريقي المحتاجين للمساعدة. 
تم تقسيم العائلات بشكل عشوائي إلى واحدة من مجموعتين: المجموعة التجريبية والمجموعة الضابطة. لمدة عامين خلال العام الدراسي المعتاد (39 أسبوعًا في السنة)، كان أطفال تتراوح أعمارهم بين 3 و 4 سنوات يأتون إلى فصل دراسي لمدة ساعتين ونصف في اليوم. عمل الطلاب في مشاريع حيث «خططوا للمهام ونفذوها ثم قاموا بمراجعتها بشكل جماعي.»  تضمنت التجربة أيضًا زيارات أسبوعية من قبل المعلمين إلى منازل الأطفال لمدة ساعة ونصف تقريبًا في كل زيارة، بهدف تحسين التفاعل بين الوالدين والطفل في المنزل.

### النتائج
كانت النتائج مخيبة للآمال في البداية. بحلول الوقت الذي بلغ فيه الأطفال سن العاشرة، لم يكن هناك اختلاف كبير في أداء الأطفال من المجموعتين في اختبارات القدرة المعرفية.
نظرًا لأن الدراسة أجريت في الستينيات، فقد تمكن الباحثون من متابعة الأطفال الذين خضعوا لبرنامج بيري لمرحلة ما قبل المدرسة حتى وصلوا مرحلة البلوغ. وجد جيمس هيكمان الاقتصادي والحائز على جائزة نوبل، أن البالغين من المجموعة التجريبية «كانوا أكثر احتمالا للتخرج من المدرسة الثانوية، وأكثر احتمالا لتحقيق الأرباح والالتحاق بالجامعة، وأقل احتمالًا لارتكاب الجرائم.» 
بالإضافة إلى ذلك، وجد هيكمان فوائد متعددة الأجيال للبرنامج، حيث يبدو أن أطفال المشاركين في البرنامج قد استفادوا أيضًا. وفقًا لهكمان: «نجد بعض الآثار القوية جدًا. يتمتع أطفال المشاركين بصحة أفضل. كما يكسب أطفال المشاركين المزيد من المال. لديهم مهارات اجتماعية وعاطفية أفضل، وهم أكثر احتمالًا للتخرج من المدرسة الثانوية والالتحاق بالجامعة، وأقل عرضة للانخراط في نظام العدالة الجنائية، لذا فهم أقل عرضة للسجن أو حتى أن يكون قد تم القبض عليهم في وقت مضى». 

### التحليلات
وجد هيكمان أن العمل مع أولياء الأمور كان عنصرًا مميزًا ومهمًا في البرنامج، خصوصًا لأن الوالدين هم من يبقون في حياة الأطفال بعد مدة البرنامج التي تبلغ عامين فقط. كما وجد أن جودة المعلمين (وبالتالي تكلفة البرنامج) كانت عنصرًا حاسمًا سمح له بالنجاح مقارنة بالتدخلات والتجارب الأخرى الأقل تكلفة. 
بسبب النتائج، وجدت منظمة Social Projects that Work الدراسة كمرشح قوي لتمنح المزيد من البحث، ولكنها تحذر من أن الدراسة كانت صغيرة نسبيًا (128 مشارك؛ 123 بعد الانسحاب). 

#### فعالية التكلفة
قدر جيمس هيكمان أن مشروع بيري وفر للمجتمع ما بين 7 إلى 12 دولارًا مقابل كل دولار تم استثماره، ويرجع ذلك غالبًا إلى انخفاض الجريمة.  بلغت هاي سكوب أنه مقابل كل دولار ضريبي يتم استثماره في برامج الرعاية والتعليم المبكر، يتم توفير 7 دولارات لدافعي الضرائب بحلول الوقت الذي يبلغ فيه المشارك 27 عامًا، ويتم توفير 13 دولارًا لدافعي الضرائب بحلول الوقت الذي يبلغ فيه المشارك 40 عامًا، وأنه هناك عائد إجمالي قدره 16 دولارًا يشمل زيادة الدخل للمشاركين.  انظر أيضًا إلى هيكمان، مون، بينتو، سافيليف، ويافيتز (2010 أ، ب). 

## روابط خارجية
- مؤسسة هاي سكوب للأبحاث التربوية
- هاي سكوب المملكة المتحدة